# Ordinary Day (Vanessa Carlton)
Ordinary Day è un singolo della cantautrice statunitense Vanessa Carlton, pubblicato il 1º luglio 2002 come secondo estratto dal primo album in studio Be Not Nobody. Il singolo è stato scritto dalla stessa cantante e prodotto da Ron Fair.

## Video musicale
Il video è diretto, come il precedente, da Marc Kasfeld. Nella clip la cantante si trova su un prato mentre scrive in un diario il titolo della canzone. Successivamente appare vicino a lei un ragazzo. Per il resto della canzone la cantante suona il suo pianoforte in un prato pieno di persone che si abbracciano e si baciano, le quali alla fine si alzano tutte in piedi per guardare la Luna.

## Classifiche
| Classifica (2002-03) | Posizione massima |
| -------------------- | ----------------- |
| Australia            | 48                |
| Belgio (Fiandre)     | 55                |
| Belgio (Vallonia)    | 58                |
| Irlanda              | 41                |
| Nuova Zelanda        | 17                |
| Paesi Bassi          | 73                |
| Regno Unito          | 53                |
| Romania              | 42                |
| Stati Uniti          | 30                |
| Svizzera             | 64                |